# Jamie Dwyer
Jamie Raymond Dwyer (ur. 12 marca 1979 w Rockhampton) – australijski hokeista na trawie, dwukrotny medalista olimpijski.
Występuje w napadzie. W reprezentacji Australii debiutował w 2001. Brał udział w dwóch igrzyskach (IO 04, IO 08), na obu zdobywał medale: złoto w 2004 i brąz cztery lata później. W obu turniejach zdobył łącznie jedenaście bramek, w tym zwycięską w olimpijskim finale w 2004 (z Holandią). Z kadrą brał udział m.in. w mistrzostwach świata w 2002 i 2006 (drugie miejsce) oraz 2010 (pierwsze miejsce), Commonwealth Games w 2002 i 2006 (pierwsze miejsce) oraz kilku turniejach Champions Trophy (zwycięstwo w 2005 i 2008). W australijskich rozgrywkach klubowych grał m.in. w Queensland Blades, występował w Holandii.
Wybrany jako najlepszy hokeista na trawie świata.